# Советское шампанское
Сове́тское шампа́нское — торговая марка игристого вина, производившегося в СССР с 1937 года по традиционному или, главным образом, по ускоренному резервуарному методу.

## История
В 1924 году, после отмены «сухого закона», советское правительство, возглавлявшееся Алексеем Рыковым, поставило перед отечественными виноделами сложную задачу: сделать такое игристое вино, которое бы стало доступно самым широким слоям трудящихся. Соответственно, напиток должен был быть массовым, сравнительно дешёвым и быстрым в приготовлении. Исполнением решения Совнархоза занялся известный химик-шампанист А. М. Фролов-Багреев, который бо́льшую часть жизни посвятил развитию российского, а затем и советского виноделия.
Ещё в 1923 году Северокавказский винодельческий трест послал Фролова-Багреева на два месяца в Германию и во Францию для ознакомления с новейшими достижениями в виноделии. В 1924 году его приглашают для организации мадерной камеры в Новочеркасске. В 1926 году учёный получает звание профессора, а в 1930 году избирается профессором кафедры виноделия Краснодарского института специальных технических культур. Одновременно Фролов-Багреев продолжает возглавлять шампанское производство в Абрау-Дюрсо. В 1936 году он  направляется в свою последнюю заграничную командировку в Германию, Францию и Италию.
После огромного числа опытов и экспериментов Фролов-Багреев создал свой усовершенствованный (по сравнению с предшественником — профессором Момене, изобретшим в 1859 году акратофор (от греч. akratophoros — «сосуд для чистого вина») и соответствующую технологию) — аппарат для производства игристых вин, который сегодня известен под названием «Акратофор системы Фролова-Багреева». Он представляет собой вертикальный стальной цилиндр емкостью 5000 или 10 000 литров (бывают и малые акратофоры — на 350 и 500 л), состоящий из двух частей, соединённых фланцами со сферическим днищем и крышкой. Внутри акратофор покрыт эмалью, снаружи имеет три различные по высоте рубашки для охлаждения циркулирующим в них рассолом шампанизируемого вина с целью замедления брожения. В отличие от классического способа производства игристых вин, при акратофорном (или резервуарном) методе вторичное брожение происходит в течение 25-27 суток, когда процесс останавливают путём снижения температуры, после того как давление в резервуаре достигнет величины около 5 атмосфер. Далее охлажденный продукт выдерживается некоторое время на холоде, а затем разливается по бутылкам через мелкопористый фильтр под давлением углекислоты (частично — собственной, частично — вводимой в резервуар из баллона). При таком методе весь процесс происходит приблизительно в течение месяца.
Товарищ Сталин занят величайшими вопросами построения социализма в нашей стране. Он держит в сфере своего внимания всё народное хозяйство, но при этом не забывает мелочей, так как всякая мелочь имеет значение. Товарищ Сталин сказал, что стахановцы сейчас зарабатывают много денег, много зарабатывают инженеры и трудящиеся. А если захотят шампанского, смогут ли они его достать? Шампанское — признак материального благополучия, признак зажиточности.Анастас Микоян, 1936 год
28 июля 1936 года на заседании Политбюро, при личном участии И. В. Сталина, было принято Постановление Совнаркома СССР и ЦК ВКП(б) «О производстве „Советского шампанского“, десертных и столовых вин», предусматривающее строительство заводов по производству шампанских вин на территории крупнейших городов СССР. Экономика решения обосновывалась просто — виноматериалы транспортировать во много раз выгоднее, чем перевозить по стране готовую продукцию, возможное снижение качества вин на тот момент не сильно тревожило руководство. И уже в том же году испытания нового резервуарного метода прошли на Донском заводе шампанских вин (ныне Ростовский комбинат шампанских вин).
В 1937 году с конвейера Донского завода шампанских вин, оснащённого технологическим оборудованием
французской фирмы «Шоссепье»[уточнить], сошла первая бутылка «Советского шампанского». В 1938 Фролов-Багреев утверждается главным шампанистом треста Главвино СССР.
Следующим этапом стал введённый в строй, уже на полностью отечественной технологической схеме, в 1939 году Горьковский (ныне — Нижегородский) завод шампанских вин, где установили 22 акратофора системы Фролова-Багреева. Переход на отечественную технологию и аппаратуру, которые существенно отличались от зарубежных (брожение и охлаждение шампанизированного вина осуществляется в одном и том же аппарате) и в научно-техническом отношении значительно превосходили их, позволил существенно улучшить качество шампанского и значительно сократить производственные потери. В дальнейшем все заводы шампанских вин резервуарного способа производства строились с установкой отечественного технологического оборудования. В 1940 году на мощностях Ростовского, Харьковского и Авчалахского заводов было произведено 3,8 млн бутылок шампанского. В 1942 году за разработку и широкое внедрение в промышленность новых технологий и аппаратуры производства шампанских вин резервуарным способом А. М. Фролов-Багреев удостоен Сталинской премии. В 1944 году заместителем А. М. Фролова-Багреева становится молодой винодел, впоследствии доктор наук и профессор К. С. Попов.
Сбор винограда, выращиваемого в Молдавской ССР, Украинской ССР, Грузинской ССР и среднеазиатских республиках, и для производства Советского шампанского, для шампанских виноматериалов проводился при достижении его технической зрелости, при этом строго соблюдались кондиции по содержанию сахара (16—19 %) и титруемой кислотности (8—11 г/л).
Приготовлялось советское шампанское по единой рецептуре. На заводах шампанских вин виноматериалы различных сортов объединялись в крупные партии (ассамбляжи), подвергались технологической обработке, затем купажировались — получалось гармоничное высококачественное вино для шампанизации (вторичного брожения). Укупоривалось специальными пробками из коры или из полиэтилена. Горлышко бутылки отделывалось фольгой. Перед употреблением советское шампанское должно было быть охлаждено до +10 °C.

### После Великой Отечественной войны

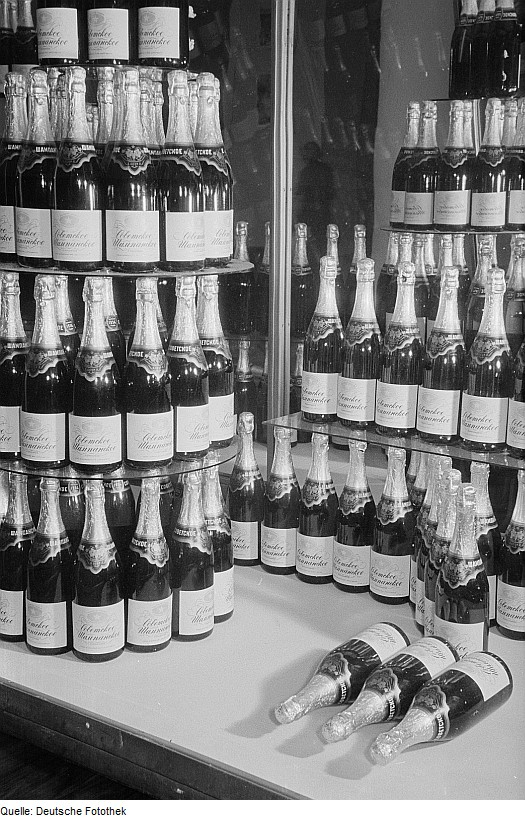
Советское шампанское, 1954

Первыми заводами, которые после войны начали выпуск советского шампанского, были Московский завод шампанских вин (сейчас ОАО «Корнет») и Ленинградский государственный завод шампанских вин (ныне ЗАО «Игристые вина», Санкт-Петербург).
В дальнейшем советские учёные и шампанисты продолжили работу над оптимизацией технологии производства «Советского шампанского». В 1953 году профессором Г. Г. Агабальянцем в соавторстве с коллегами был предложен способ шампанизации вина в непрерывном потоке. Суть нового метода заключалась в том, что процесс вторичного брожения происходит уже не в закрытом резервуаре, а в потоке — системе из 7-8 последовательно соединённых крупных металлических резервуаров-акратофоров, с одной и той же заданной скоростью и при постоянном давлении. Метод «в непрерывном потоке» был внедрён в производство в 1954 году, он снизил стоимость каждой бутылки вина на 20 %, и, как считают отечественные шампанисты, повысил качество напитка — он стал более пенистым и игристым, также увеличилась его стойкость к помутнению.
Первыми заводами, которые выпустили «Советское шампанское» в непрерывном потоке, были Московский завод шампанских вин и Ленинградский государственный завод шампанских вин. В 1970-х годах на трех десятках заводов выпускали уже 249 млн бутылок в год.

Разработанная в нашей стране технология шампанского производства является наиболее прогрессивной в мире. Ряд западных стран (Франция, ФРГ, Испания) закупил лицензии на способ производства шампанского, разработанный отечественными специалистами, в некоторых странах (Югославии, Болгарии, Испании) построены заводы шампанских вин по нашим проектам.— мнение Арама Пирузяна
Считается, что лицензию на производство игристого вина по советскому методу в 1975 году приобрела даже старейшая фирма-производитель шампанского — французская «Моэт»[уточнить].
За научную разработку и внедрение способа производства игристых вин в непрерывном потоке с автоматизацией технологического процесса Г. Г. Агабальянцу, А. А. Мержаниану и С. А. Брусиловскому в 1961 году была присуждена Ленинская премия.

### Современность
«Советское» и «Российское шампанское», согласно ГОСТам, может быть произведено разными способами: классическим, резервуарным и методом брожения в непрерывном потоке. Однако бо́льшая часть «Советского шампанского» изготавливается именно методом непрерывного брожения в потоке.
Сейчас[когда?] производственные мощности заводов России могут обеспечить выпуск шампанского в объёме 220 млн бутылок ежегодно, из них более 3 млн бутылок — классическим способом.
По статистике, россияне отдают предпочтение полусладкому шампанскому — его покупает около 50 % населения, 30 % выбирают полусухое и лишь 20 % — брют.
В начале 2016 года на Украине «Советское шампанское» попало под закон о декоммунизации и его название на многих заводах было изменено на «Советовское» и «Светское», хотя два завода продолжают его выпускать с классическим названием «Советское» — Харьковский завод шампанских вин и Измаильский винный завод.
В октябре 2017 года российским федеральным казённым предприятием «Союзплодоимпорт» был представлен новый дизайн «Советского шампанского».

## Описание
| Сорт                     | Значение     |
| ------------------------ | ------------ |
| Брют                     | не более 1,5 |
| Сухое                    | 2,0—2,5      |
| Полусухое                | 4,0—4,5      |
| Полусладкое              | 6,0—6,5      |
| Сладкое                  | 8,0—8,5      |
| Специальных наименований | 2,0—6,5      |

Некоторые физико-химические показатели:
- Объемная доля этилового спирта — 10,5—12,5 %.
- Массовая концентрация титруемых кислот (в пересчете на винную кислоту) — 5,5—8,0 г/литр.
- Давление двуокиси углерода в бутылке при 20 °C — не менее 350 кПа.

Белое советское шампанское — цвет от светло-соломенного с зеленоватым оттенком до золотистого, аромат очень тонкий, хорошо выраженный, фруктовый с «подсолнечными и конопляными» тонами. Для производства советского шампанского использовались сорта винограда, дающие высококачественные виноматериалы с определёнными кондициями. К таким сортам относятся: Пино чёрный, Пино белый, Пино серый, Шардоне, Траминер, Совиньон, Мускат белый, Сильванер, Рислинг, Алиготе, Каберне. Кроме этих сортов, в отдельных винодельческих районах применяются и местные сорта.
Красное советское шампанское — цвет гранатовый, в аромате был выражен сортовой аромат винограда, из которого были приготовлены виноматериалы (сортов Каберне, Мадраса, Тавквери, Арени). Красные виноматериалы приготавливались по общепринятой технологии для красных столовых вин.

## Торговая марка
Сама марка «Советское шампанское» была разработана в 1928 году Совнархозом и применялась абсолютно ко всей продукции комбинатов шампанских вин бывшего Советского Союза.
Правообладателем группы товарных знаков «Советское» (свидетельства № 38383 от 10.10.1969 г., № 264540 от 02.03.2004 г., № 271995 от 15.07.2004 г., № 269853 от 07.06.2004 г., № 274183 от 26.08.2004 г., № 286206 от 06.04.2005 г.) является ФКП «Союзплодоимпорт». 4 марта 2004 года Федеральное казённое предприятие (ФКП) Союзплодоимпорт (правопреемник Всесоюзного внешнеторгового объединения «Союзплодоимпорт») получило свидетельство о регистрации товарного знака «Советское» в 33-м классе (вино) на территории России.
Официальным дистрибьютором «Советского шампанского» (по состоянию на 2017 год) является ООО «Статус-групп».
С точки зрения международного права правомерность существования названия «Советское шампанское» является спорной, так как согласно международным конвенциям шампанским может называться только вино, виноград для которого выращен во французской провинции Шампань.
В Российской Федерации «шампанское» является видом продукции, а не наименованием места происхождения товара или географическим указанием, — подобная возможность допускается регламентом ЕС № 110/2008 от 15 января 2008 года.
«Вопрос о праве российских производителей использовать термин „шампанское“ …обсуждается достаточно давно. Французы, уверенные в своих исключительных правах …, начали борьбу … с 1988 года. В 1996 году мы (Российская Федерация) пошли на уступки, пообещав не размещать на этикетках слово сhampagne, ограничившись только кириллическим вариантом. В 2010 году в Госдуму был внесён проект техрегламента на винодельческую продукцию, который предусматривал отказ от использования слов „шампанское“ и „коньяк“ на кириллице для напитков, произведённых в России, к 2016 году. Однако национальный техрегламент не был принят из-за создания Таможенного союза, для которого должны быть подготовлены общие регулирующие документы. В 2011 году российская Ассоциация производителей игристых вин заявила, что достигла договорённости с Межпрофессиональным комитетом вин Шампани о том, что сроки отказа России от использования французских терминов сдвигаются до 2022 года.».
В 2010 году Федеральное казённое предприятие «Союзплодоимпорт» в рамках реализации новой программы по развитию государственных объектов интеллектуальной собственности, находящихся в ведении ФКП, заключило с ОАО «Росспиртпром» лицензионный договор на право использования товарных знаков, содержащих словесный элемент «Советское».
В 2013 году новым лицензиатом «Советского шампанского» стала Восточно-Европейская дистрибьюторская компания.
С 1 января 2015 года дистрибуцией «Советского шампанского» по лицензии ФКП «Союзплодоимпорт» занимается ООО «Статус-групп».
В 2016 году Франция пообещала снять санкции, если Россия откажется от терминов «шампанское» и «коньяк». Однако российские производители считают, что никаких законных оснований у французов требовать запрета обозначений на кириллице нет.
Летом 2019 года эксклюзивные права на производство и дистрибуцию «Советского шампанского» получило ООО «Винторг»